# Acacia minutifolia
Acacia minutifolia é uma espécie de leguminosa do gênero Acacia, pertencente à família Fabaceae.